# Ваксина на „Янсен“ срещу COVID-19
Ваксината „Янсен“ срещу COVID-19 е векторна ваксина, разработена съвместно от нидерландската компания „Янсен Ваксинс“ и белгийската „Янсен Фармасютикълс“, като и двете са дъщерни компании на щатската Джонсън енд Джонсън.

## Основни характеристики
Ваксината е създадена от друг вирус (от семейство Adenoviridae), който е преработен така, че да съдържа гена, отговорен за производството на белтък, специфичен за вируса SARS-CoV-2. Самият лекарствен препарат не съдържа SARS-CoV-2 и не причинява коронавирусна болест. За разлика от другите текущо одобрени ваксини срещу COVID-19, ваксината „Янсен“ се поставя само веднъж и не е необходимо да се съхранява замразена.
През юни 2020 г. започват изследванията относно ефикасността ѝ, като до момента производителят твърди, че 28 дена след инжектирането на ваксината, тя е 66% ефективна срещу развиване на каквито и да е симптоми на коронавирусната болест, 85% ефективна срещу развиване на тежки усложнения и 100% ефективна срещу развиване на животозастрашаващи симптоми или смърт, причинена от вируса.
Ваксината е одобрена в Европейския съюз през март 2021 г.

## Странични ефекти
Най-често срещаните странични ефекти са:
- мускулна болка
- главоболие
- умора
- гадене

При по-малка част от пациентите, получили ваксината, се наблюдава и:
- кашлица
- болки в ставите
- температура
- втрисане
- прекомерно изпотяване
- болки в гърлото

Обрив или някакъв вид алергична реакция се срещат рядко – при по-малко от 0,1% от ваксинираните.
Европейската агенция по лекарствата посочва и синдрома на Гилен-Баре като допълнителен страничен ефект, за който са известни само единични случаи.